# Förlorade illusioner

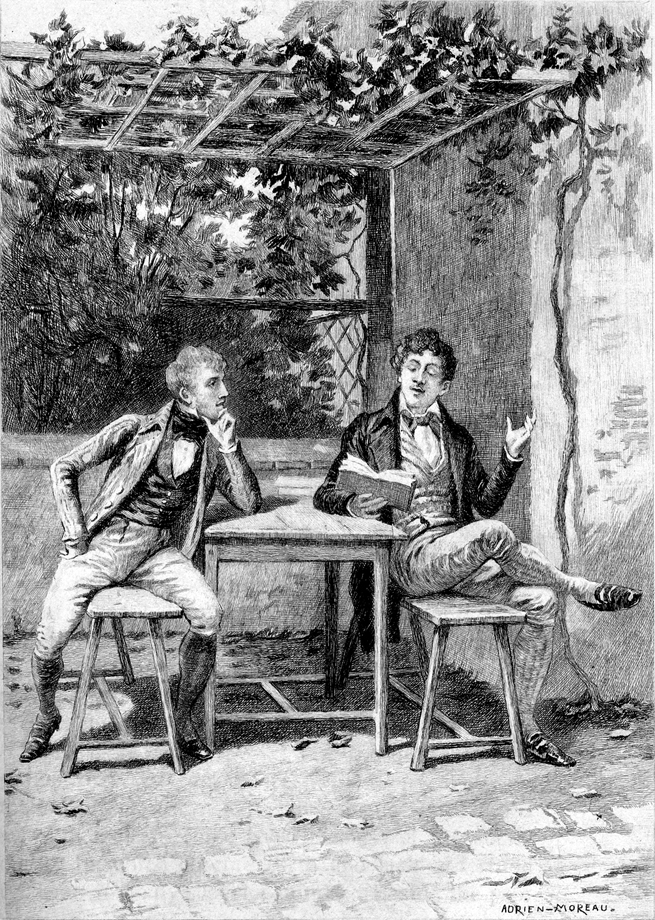
Lucien Chardon och Daniel d'Arthez, illustration av Adrien Moreau

Förlorade illusioner (franska: Illusions perdues) är en roman av den franske författaren Honoré de Balzac, utgiven i tre delar mellan 1837 och 1843. Den utspelar sig i Angoulême och Paris och handlar om en man som vill bli poet, men bara lyckas bli journalist vilket han tycker är bland det lägsta man kan vara. Förlorade illusioner är en av Balzacs längsta romaner och ingår i sviten Den mänskliga komedin. Den gavs ut på svenska 1927 i översättning av Erik Staaff.
Romanen filmatiserades 2021.